# جامعة روما سابينزا
جامعة لا سابينزا (بالإيطالية:Roma Sapienza) وتسمى أيضًا جامعة روما هي أكبر جامعة في أوروبا وأقدم جامعة في مدينة روما، تأسست عام 1303، بلغ عدد طلابها عام 2006 حوالي 147,000 طالب وطالبة، وهي من الجامعات الأعضاء بشبكة سانتاندير.
وفقا للتصنيف الأكاديمي للجامعات العالمية الصادرة عن معهد التعليم العالي في جامعة جياو تونغ شنغهاي (Shanghai Jiao Tong University)، صنّفت جامعة سابينزا روما في المركز من بين أول ثلاثين جامعة أوروبية الكبرى. وحازت في 2010 على المرتبة 190 وفقاً للتصنيف كيو إس (QS World University Rankings). في عام 2013، صنف مركز الجامعات العالمية جامعة روما سابينزا في المرتبة 62 على مستوى العالم العالم والأولى على مستوى إيطاليا وذلك في تقريرها السنوي لتصنيف الجامعات العالميّة. وفي عام 2011 في مرتبة 101، وتعتبر جامعة لا سابينزا أفضل جامعة في إيطاليا إلى جانب جامعة بولونيا وجامعة بادوفا وهذه الجامعات الثلاثة تحتل أفضل 3 جامعات في إيطاليا.
يتم التدريس في الجامعة العديد من المواد الدراسية منها الزراعة والفن والعلوم والهندسة والاقتصاد والقانون والرياضيات والطب والصيدلة وتدريب المهندسين والطب البيطري.
العديد من خريجين والاساتذة الذين عملوا في الجامعة حصلوا على جوائز نوبل وعلمية وأدبية مرموقة مختلفة مختلفة منهم دانيال بوفه الحائز على جائزة نوبل في الطب، إنريكو فيرمي الحاصل على جائزة نوبل في الفيزياء، إميليو سيغري الحاصل على جائزة نوبل في الفيزياء، إميليو سيغري، والطبيبة ماريا مونتيسوري، والمهندس المعماري بيترو بيلوسكي، والمخرج السينمائي برناردو برتولوتشي، ورئيس جمهورية إيطاليا الثاني عشر سيرجيو ماتاريلا والمسؤولة عن الشؤون الخارجية والأمن في الاتحاد الأوروبي فيديريكا موغيريني.

## تاريخ
كانت لا سابينزا أصلا جامعة باباوية. تأسست بشكل رسمي في 20 أبريل 1303 من طرف البابا بونيفاتشي الثامن.

## المدينة الجامعية
المدينة الجامعية لجامعة روما لا سابينسا تقع في منطقة سان لورنزو بجوار المحطات الرئيسية للقطارات في روما وافتتحت سنة 1935 وكانت العمل الرئيسي للمهندس المعماري مارشيلو بياتشنيني. المدينة الجامعية تستقل الجزء الأكبر للكليات لجامعة سابينسا وهي تحتل مساحة 439,000.

## الابحاث العلمية
في جامعة لاسابينسا تجري عدة أبحاث علمية في شتي المجالات العلمية وذلك بإضافة نتائج علي اعلي المستويات المعروفة سوا كانت محلية أو عالمية.
وحاليا يوجد بها أكثر من 150 برنامج دكتوراه و111 قسما و30 مركزا متخصصة في البحث العلمي. يوجد داخل الجامعة حوالي 100 إدارة و30 مبني كلها لتقديم البحوث العلمية.
المدينة الجامعية إضافة إلي الكليات المذكورة 130 قسم ومعهد و127 مدرسة متخصصة و21 متحفا وأكثر من 150 مكتبة. مباني للاستخدامات العامة داخل المدينة الجامعية ما يزيد علي 138 داخل المدينة الجامعية والبقية موزعة منها مستشفى اوبرتو الذي يضم اختصاصات طبية متعددة بالقرب من مقر كلية الطب والجراحة. إضافة إلى العديد من المكاتب الفرعية في روما لا سابينسا لديها مراكز فرعية في أمريكا اللاتينية وفويو.

## وصلات خارجية
- موقع الجامعة